# Sulfamethoxazol
Sulfamethoxazol ist ein Antibiotikum aus der Gruppe der Sulfonamide, das vor allem bei der Bekämpfung von Harnwegsinfekten und Lungenentzündungen verwendet wird.
Als Fertigarzneimittel (D, A, CH) ist Sulfamethoxazol nur in fester Kombination mit Trimethoprim erhältlich. Diese feste Kombination im Verhältnis 5:1 heißt auch  Cotrimoxazol.
Spezielle Indikationen sind die Bekämpfung von Pneumocystis jirovecii (früher: Pneumocystis carinii), Nocardia asteroides und Stenotrophomonas maltophilia.

## Wirkmechanismus
Sulfamethoxazol ist ein kompetitiver Inhibitor der Dihydropteroat-Synthase. Das natürliche Substrat dieses Enzyms ist para-Aminobenzoesäure (PABA). Die somit inhibierte Enzymreaktion ist ein essentieller Schritt der bakteriellen Folsäuresynthese. Folsäure wird zur Synthese von DNA benötigt. Menschen betrifft diese Inhibition nicht, da diese Folsäure nicht selbst synthetisieren, sondern über die Nahrung aufnehmen.

## Pharmakokinetik
Sulfamethoxazol hat eine Plasmahalbwertszeit von neun bis elf Stunden.

## Nebenwirkungen
Die Nebenwirkungen des Sulfamethoxazol entsprechen denen der Sulfonamide, wobei Hautprobleme am häufigsten auftreten. Hautreaktionen verschiedener Art, meistens Exantheme, werden bei 2–3 Prozent der Behandelten beobachtet. Gefährlich sind das Blutbild betreffende Nebenwirkungen, die alle Zellreihen betreffen können: Leukopenie, Anämie, und Thrombozytopenie sind möglich. Durch Nebenwirkungen am zentralen Nervensystem kann es zu Ataxie oder Krämpfen, Psychosen und Depressionen kommen. Häufiger sind Übelkeit und Erbrechen, Appetitlosigkeit und Durchfall. Eine Leberbeteiligung kann zum Transaminasenanstieg und eine Nierenbeteiligung zum Kreatininanstieg führen.
In der gebräuchlichen Kombination mit Trimethoprim kann Sulfamethoxazol am Herzen zu einer Verlängerung der QT-Zeit führen und soll daher bei Patienten mit einem longQT-Syndrom nicht eingesetzt werden.

## Gegenanzeigen
Die Kombination aus Sulfamethoxazol und Trimethoprim darf außer bei bekannter Überempfindlichkeit gegen die Inhaltsstoffe auch bei Erythema exsudativum multiforme, vorbestehenden Blutbildveränderungen, Glucose-6-Phosphat-Dehydrogenasemangel, hochgradiger Niereninsuffizienz, schweren Leberschäden, Porphyrie, Frühgeborenen und Neugeborenen mit Hyperbilirubinämie nicht angewandt werden. Bei leichten Nieren- und Leberfunktionsstörungen, Funktionsstörungen der Schilddrüse und Neugeborenen im Alter von unter fünf Wochen sollte sie nur in Ausnahmefällen unter sorgfältiger Überwachung eingesetzt werden.

## Handelsnamen
Kombinationspräparate
Bactrim (A, CH), Drylin (D), Escoprim (CH), Eusaprim (D, A), Kepinol (D), Lagatrim (CH), Nopil (CH), TMS forte (D), zahlreiche Generika (D, A, CH)

## Umweltrelevanz
Sulfamethoxazol wird nach der Aufnahme in den Körper zum Teil unverstoffwechselt wieder ausgeschieden und auch in Kläranlagen nicht vollständig abgebaut. Auf diesem Weg gelangt die Substanz in Oberflächengewässer wie Flüsse. Typische Konzentrationen liegen hier im zwei- bis dreistelligen Nanogramm pro Liter Bereich, können jedoch sogar mehrere Mikrogramm pro Liter betragen.